# Astrea
För andra betydelser, se Astrea (olika betydelser).
Astrea är ett kvinnonamn som kommer från det grekiska astra, som betyder stjärna. Astraia var den grekiska rättvisegudinnan, som senare blev stjärnbilden Jungfrun.[källa behövs]
Den 31 december 2014 fanns det totalt 51 kvinnor folkbokförda i Sverige med namnet Astrea, varav 3 bar det som tilltalsnamn.
Namnsdag saknas